# Asplenium viride x cuneifolium
Asplenium viride x cuneifolium là một loài dương xỉ trong họ Aspleniaceae. Loài này được Woynar, Aschers.u.Graebn. mô tả khoa học đầu tiên năm 1912.
Danh pháp khoa học của loài này chưa được làm sáng tỏ. 

## Hình ảnh

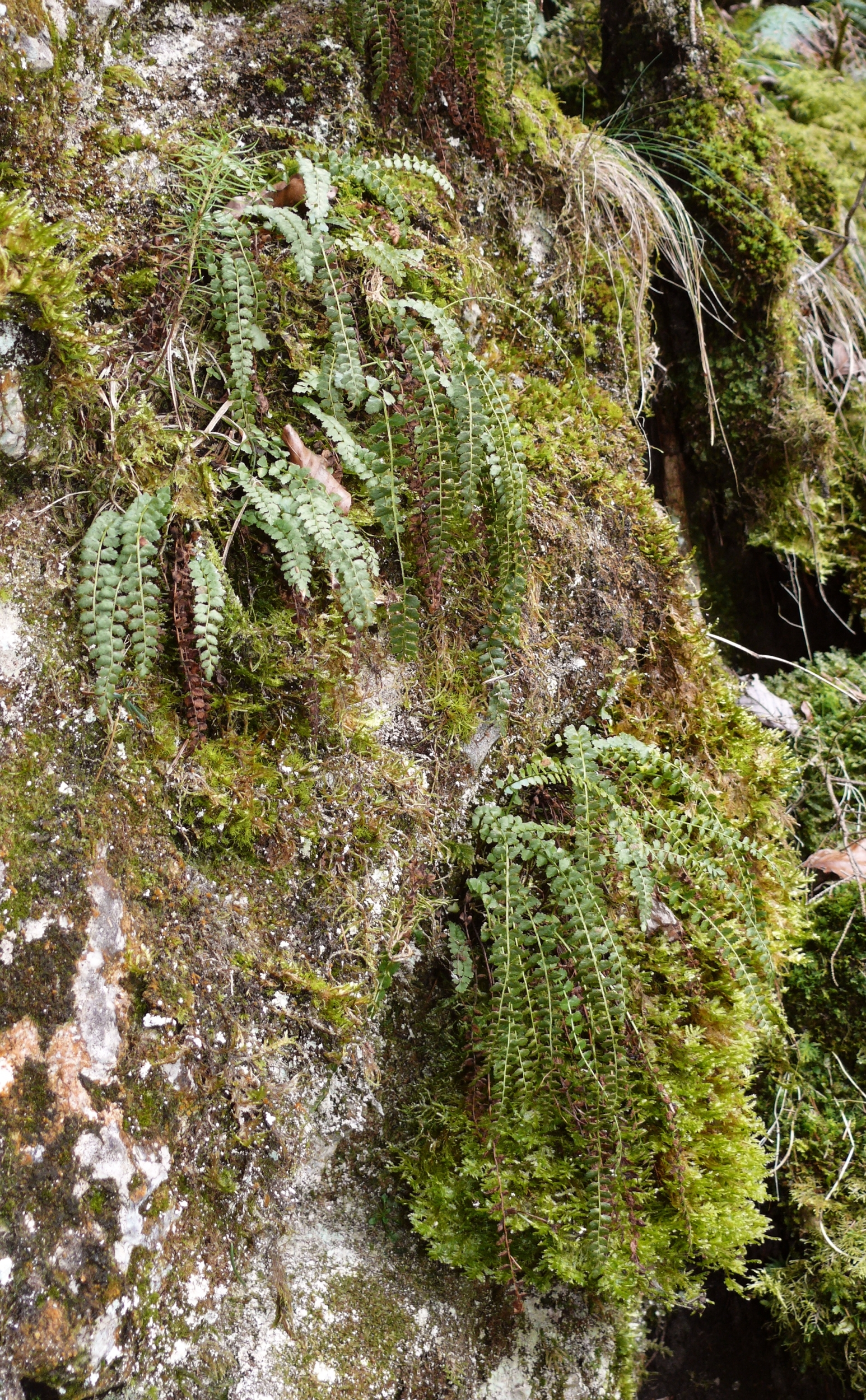
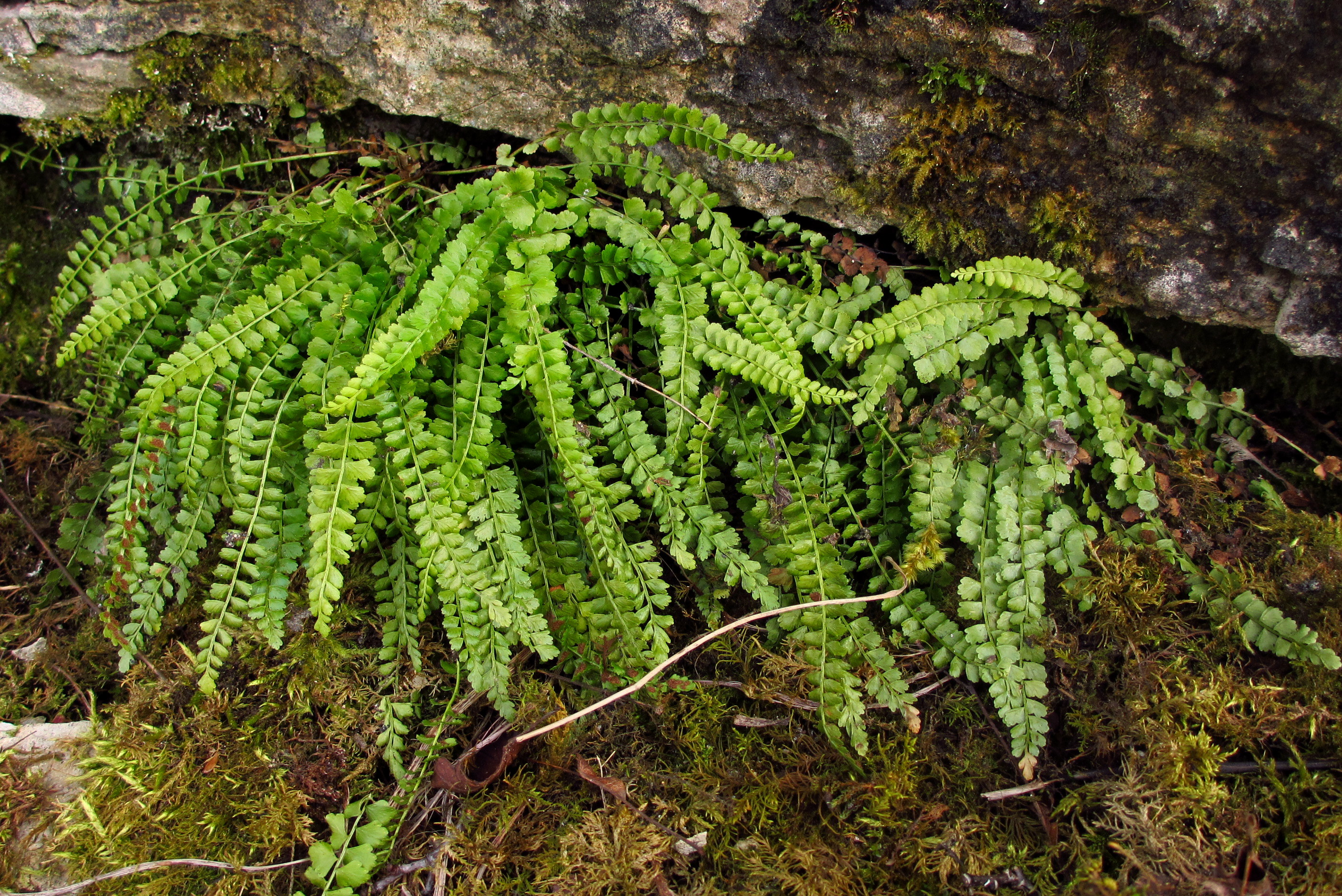
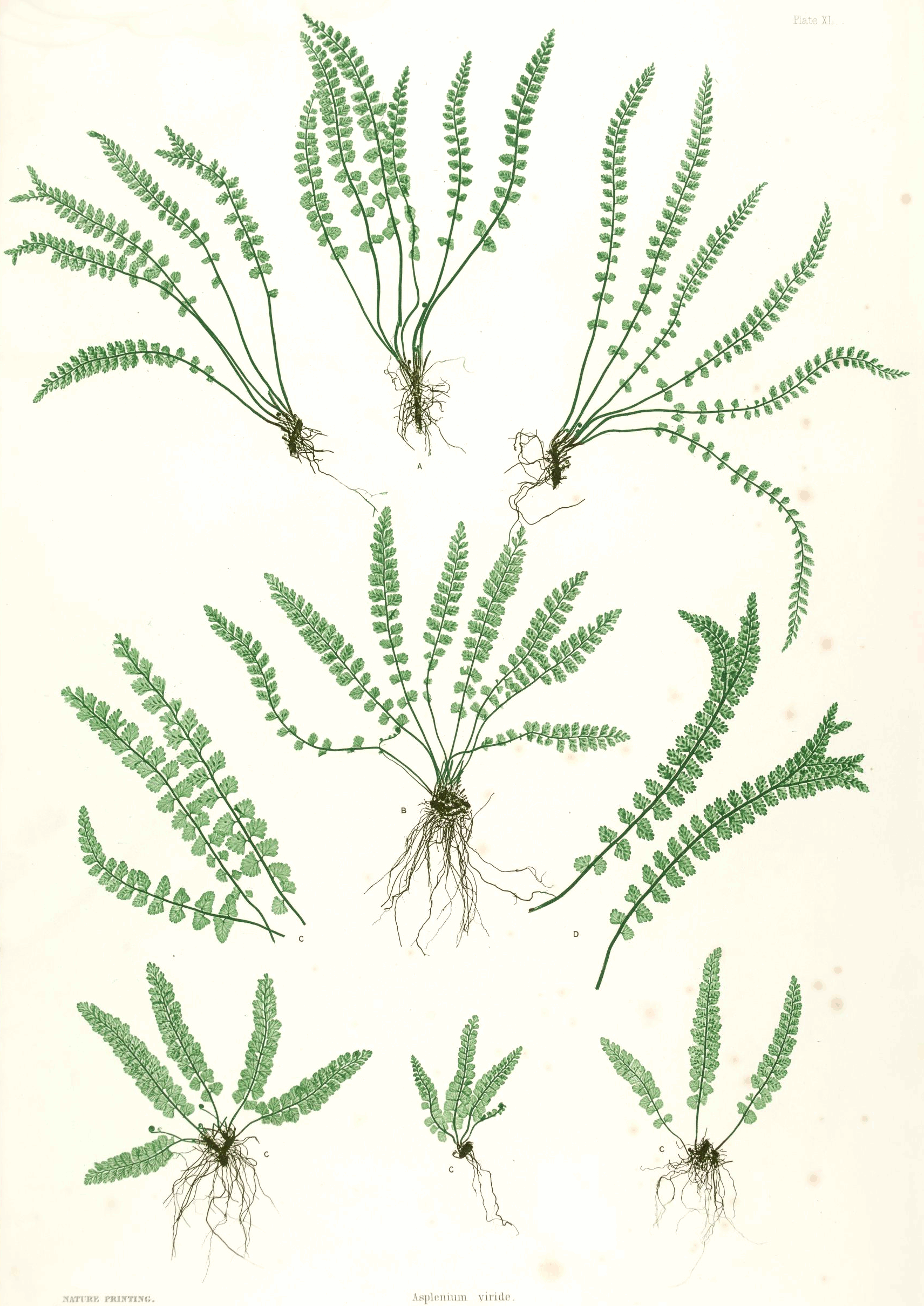
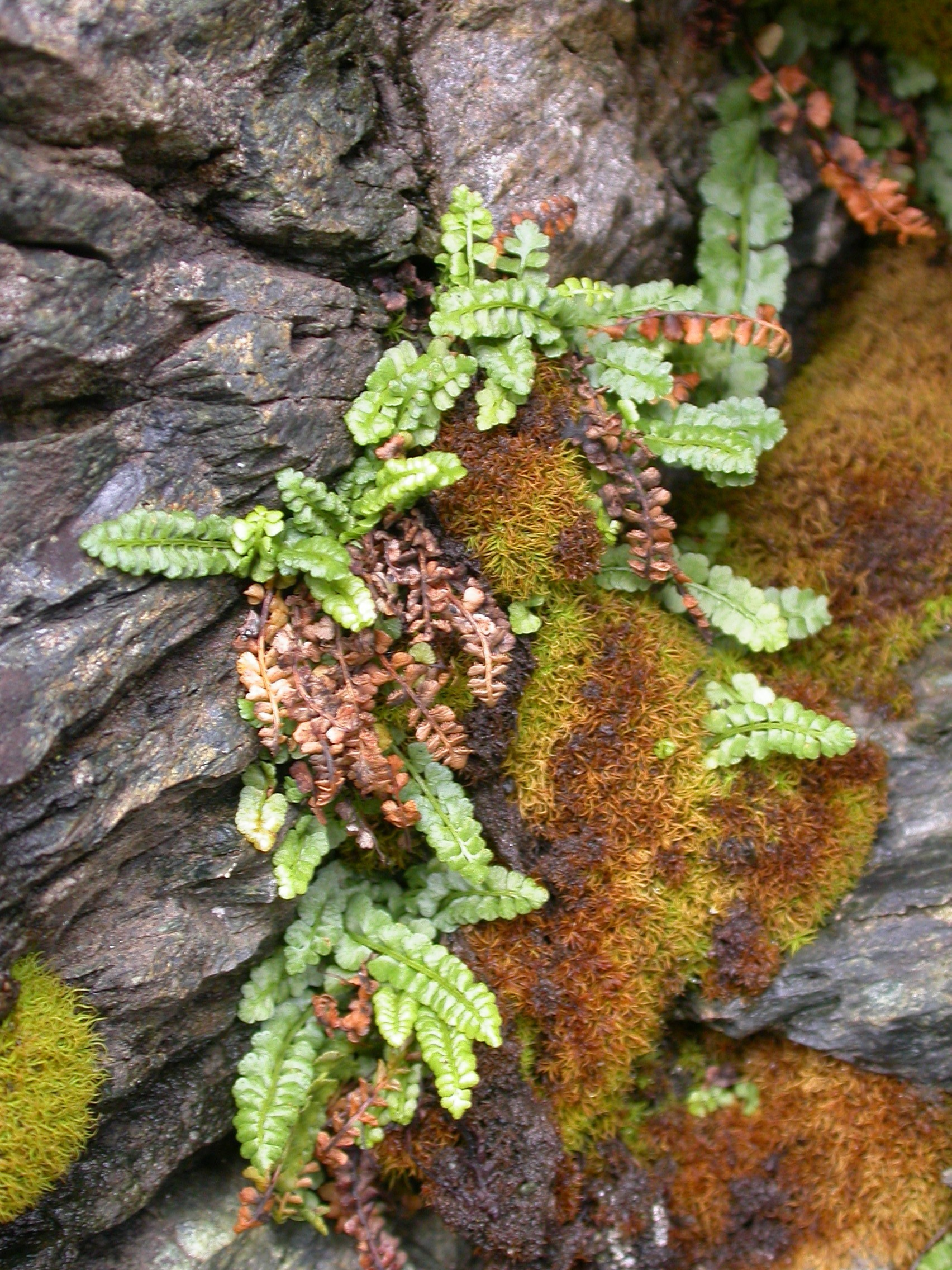